# پیچ شش‌گوش

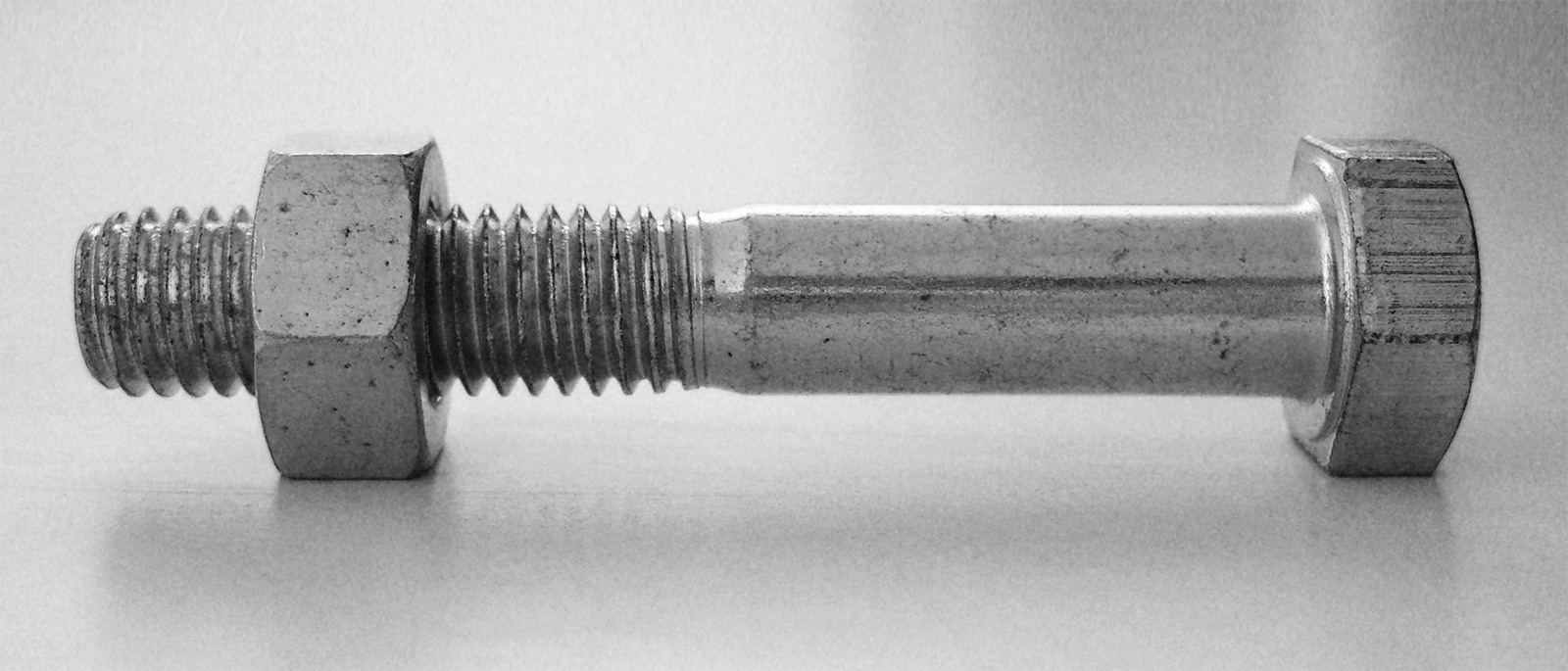
پیچ شش‌گوش با مهره

پیچ شش گوش یا پیچ های سر شش گوش استوانه ای تمام رزوه یا نیم رزوه می‌باشد. که گل پیچ آن به صورت،شش گوش یا شش پر می‌باشد.

## جنس پیچ شش گوش
پیچ شش گوش،با مواد اولیه مختلفی نظیر پلاستیک، پی وی سی، آهن و فولاد و … قابل تولیداست. اما اکثریت قریب به اتفاق پیچ‌های سر شش گوش،طبق دسته‌بندی ذیل،تولید می‌گردند:
- پیچ شش گوش آهنی
- پیچ شش گوش کربن استیل (پیچ خشکه فولادی ۸٫۸)
- پیچ شش گوش فولاد آلیاژی (پیچ خشکه فولادی ۱۰٫۹)
- پیچ شش گوش فولاد آلیاژی (پیچ خشکه فولادی ۱۲٫۹)
- پیچ شش گوش استنلس استیل (پیچ استیل a2 و …)

## تفاوت پیچ شش گوش ۱۰٫۹ و پیچ شش گوش ۱۲٫۹
- پیچ شش گوش گرید ۱۰٫۹ پیچ و مهره ای است با مقاومت کششی حداقل 1040N/mm2 و سختی و استحکام کششی 320 - 380Hv10
- پیچ شش گوش گرید ۱۲٫۹ پیچ و مهره ای است با مقاومت کششی حداقل 1040N/mm2 و سختی و استحکام کششی 385 - 435Hv10
- پیچ شش گوش گرید ۱۲٫۹ در مقایسه با پیچ شش گوش گرید ۱۰٫۹ از سختی و استحکام کششی بالاتری برخوردار است

## استانداردپیچ شش گوش
برای تولید و به‌کارگیری پیچ،استانداردهای مختلفی نظیر ASTM یا din یا ISO وجود دارد؛یکی از پرکاربردترین استانداردها،برای پیچ سر شش گوش،به شرح ذیل می‌باشد:
- پیچ شش گوش تمام رزوه din 933 یا iso 4017
- پیچ شش گوش نیم رزوه din 931 یا iso 4014
- پیچ شش گوش اچ وی din 6914 یا EN 14399